# ProVeg Nederland
ProVeg Nederland, van 2011 tot en met 2017 Viva Las Vega's (VLV) genoemd, is een Nederlandse stichting met als doel het versnellen van de overgang naar een plantaardig voedselsysteem. De stichting doet dit naar eigen zeggen door "het makkelijker te maken voor consumenten om vaker plantaardig te eten" en "bedrijven te helpen om in te spelen op de groeiende vraag naar plantaardige producten". ProVeg Nederland is lid van de internationale koepel ProVeg International.

## Geschiedenis
ProVeg Nederland begon als initiatief in 2011 onder de naam Viva Las Vega's, toen een groep studenten (waaronder oprichters Veerle Vrindts, Pablo Moleman en Alex Romijn) op de Vrije Universiteit Amsterdam een veganistisch festival organiseerde, het Viva Las Vega's Festival. Kort hierna werd formeel een stichting opgericht en begon de groep meer activiteiten te ontplooien. 
In 2017 besloot Viva Las Vega's te gaan samenwerken met de nieuwe koepelorganisatie ProVeg International, die ook nationale kantoren heeft in Duitsland (ProVeg Deutschland, van 1892 tot 22 april 2017 Vegetarierbund Deutschland (VEBU) geheten), Polen (ProVeg Polska), Spanje (ProVeg España), het Verenigd Koninkrijk (ProVeg UK), Zuid-Afrika (ProVeg South Africa), China (ProVeg China) en de Verenigde Staten (ProVeg US). Voor de herkenbaarheid heeft de stichting daarom per 1 januari 2018 de naam gewijzigd naar ProVeg Nederland.

## Activiteiten

### Effectief altruïsme
De stichting werkt volgens het principe van effectief altruïsme, wat inhoudt dat campagnes zoveel mogelijk worden onderzocht en beoordeeld op concrete impact. De stichting doet eigen onderzoek en werkt samen met andere organisaties in binnen- en buitenland om de effectiviteit van veganistisch campagnewerk te vergroten en nieuwe effectieve methoden te verkennen.

### Festivals en beurzen

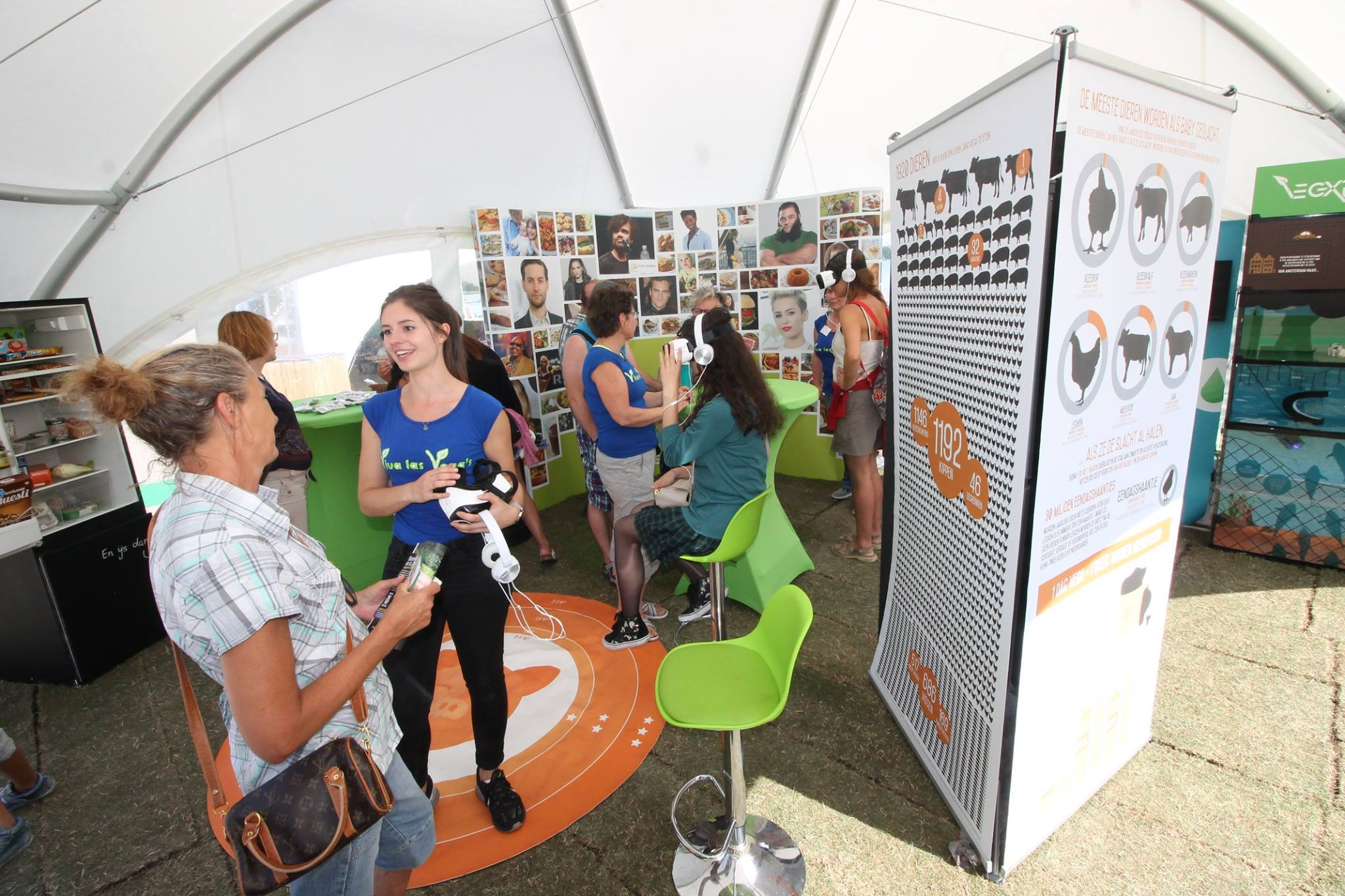
ProVeg's Vegxperience op het Stadstuinenfestival Almere 2017.

Het Viva Las Vega's Food Festival werd in 2012 verplaatst naar de De Hallen in de Amsterdamse binnenstad en werd een jaarlijks terugkerend evenement. Ook vonden eenmalig edities plaats in Nijmegen en Rotterdam. Sinds 2016 organiseert Viva Las Vega's ook jaarlijks de Nederlandse editie van de consumentenbeurs VeggieWorld in Utrecht. Het was anno 2016 met ruim 7.600 bezoekers de grootste veganistische beurs van Nederland. De VeggieWorld-editie van 2020 trok 9.000 bezoekers. Met de reizende expositie Vegxperience doet Viva Las Vega's ook andere beurzen en evenementen aan. In december 2015 organiseerde VLV de eerste veganistische kerstmarkt van Nederland in Rotterdam-Noord onder de naam "Viva Las Vega's Food Festival, Christmas Edition", in december 2017 opgevolgd door "VeggieWorld WinterFair" in Expo Haarlemmermeer.

### VeggieChallenge
Tijdens het eerste foodfestival in 2011 werd de VeggieChallenge gelanceerd, een uitdaging om 30 dagen lang minder vlees te eten. Sindsdien hebben ruim 20.000 mensen aan deze uitdaging meegedaan. In 2013 nam de stichting ook gezamenlijk met de Nederlandse Vereniging voor Veganisme (NVV) het initiatief voor de VeganChallenge, een veganistische uitdaging. De VeganChallenge wordt twee keer per jaar georganiseerd; in oktober 2015 deden er 2700 mensen mee. Deelnemers krijgen elke dag recepten en tips om plantaardig te eten. Sinds juni 2014 organiseerde de NVV de VeganChallenge zelfstandig, terwijl VLV en later ProVeg zich focusten op het groeien van de VeggieChallenge. Begin 2019 lanceerde ProVeg Nederland een crowdfunding die 15.000 euro ophaalde om een gratis app te creëren waarmee mensen zelfstandig en internationaal iedere maand konden meedoen aan de VeggieChallenge via hun smartphone. Voordat de app eind 2019 op Wereldveganismedag werd gelanceerd, hadden in de loop van 8 jaar al 100.000 mensen deelgenomen aan de VeggieChallenge; na de lancering bij alle afdelingen van ProVeg International beweerde zijn website dat tegen juni 2020 wereldwijd meer dan 250.000 mensen hadden deelgenomen. De enorme toeloop van deelnemers werd vooral toegeschreven aan een plotselinge interesse om vlees te vermijden nadat 1,2 miljoen mensen naar de Zondag met Lubach-uitzending van 24 november 2019 hadden gekeken, waarbij een item aandacht besteedde aan dierenmishandeling in slachthuizen dat vele kijkers schokte. Vrindts verklaarde dat de uitdaging normaal gesproken per maand ongeveer 2000 mensen trekt, hetgeen met 342% toenam in de drie dagen na de uitzending.

### Publiekscampagnes

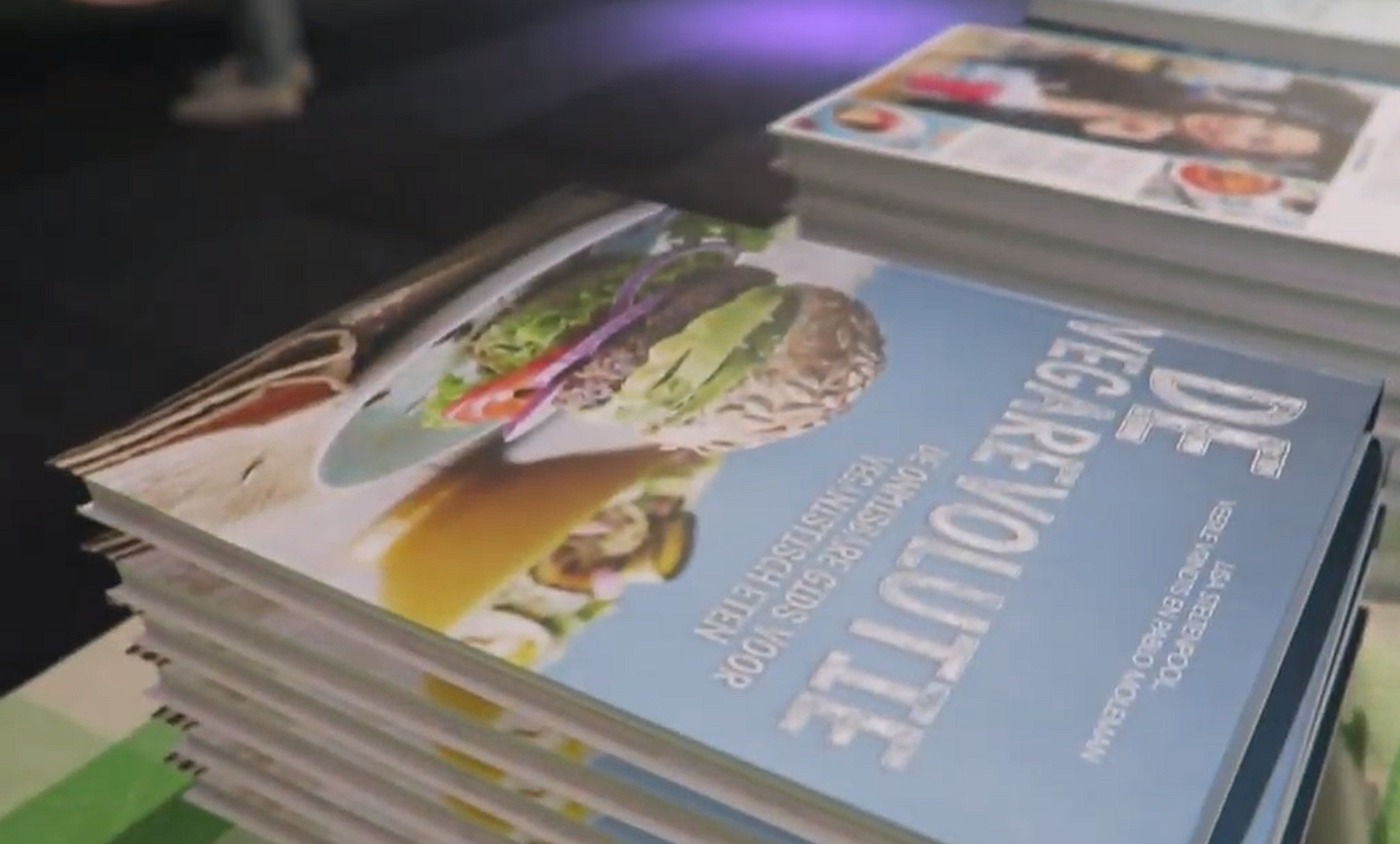
De Vegarevolutie bij een stand op Veggie Food Fair 2017.

In 2014 publiceerde de stichting bij Uitgeverij Prometheus een handboek voor beginnende veganisten, getiteld De Vegarevolutie. De onmisbare gids voor veganistisch eten. Het boek werd geschreven door Lisa Steltenpool, diëtist en toenmalig voorzitter, tezamen met Veerle Vrindts en Pablo Moleman.
Nadat in april 2019 de Europese landbouwcommissie een voorstel tot een verbod op vlees- en zuivelnamen in plantaardige vlees- en zuivelvervangers (zoals 'vegetarische worst', 'sojaschnitzel', 'vegetarische kipstuckjes' of 'visvrije tonyn') aannam, lanceerde ProVeg in mei een petitie om dit voorgenomen 'vegaburger-verbod' te voorkomen. Volgens Moleman willen consumenten weten wat ze kopen en verwijzingen naar producten die hen bekend zijn geven klanten 'relevante informatie over de smaak, textuur en toepassing die ze van een plantaardig product kunnen verwachten'. Binnen drie dagen werd de petitie meer dan 16.000 keer getekend. In december 2019 besloot minister Bruno Bruins van Medische Zorg als onderdeel van het 'Actieplan Etikettering van Levensmiddelen' dat vleesnamen blijven toegestaan zolang het duidelijk is dat het om een vegetarisch product gaat; daarmee krijgt de vleesindustrie geen monopolie op woorden als 'burger, schnitzel en rookworst'.

### Marktbeïnvloeding
De stichting stimuleert de ontwikkeling van de veganistische markt door middel van een startup investeringsfonds en door samenwerking met bedrijven. De stichting adviseert horeca over het uitbreiden van het plantaardige aanbod.
Met het Platform Eiwitinnovatie draagt de stichting bij aan het vergroten van het aanbod aan veganistische producten  en het vervangen van dierlijke ingrediënten. Zo werkt de stichting met fabrikanten van vleesvervangers aan de vervanging van kippenei-eiwit en zorgde samen met fabrikant GoodBite voor de lancering van verschillende nieuwe veganistische vleesvervangers. Een groot aantal snackbars, waaronder de keten Smullers, introduceerde naar aanleiding van de campagne "Met Zonder Ei" veganistische mayonaise. Ook introduceerde de stichting veganistische cheesecake bij een aantal filialen van CoffeeCompany.